# Telangana
Telangana (Telugu తెలంగాణ Telaṅgāṇa, Urdu تلنگانہ) ist ein indischer Bundesstaat. Er hat eine Fläche von 112.077 Quadratkilometern und über 35 Millionen Einwohner. Hauptstadt ist Hyderabad. Telangana ist seit dem 2. Juni 2014 ein eigenständiger Bundesstaat. Zuvor hatte das Gebiet zum Bundesstaat Andhra Pradesh gehört.

## Geografie
Telangana liegt im Binnenland im südlichen Zentralindien. Die Fläche Telanganas beträgt 112.077 Quadratkilometer (etwa ein Drittel der Fläche Deutschlands). Telangana grenzt im Südosten an Andhra Pradesh, im Südwesten an Karnataka, im Nordwesten an Maharashtra sowie im Nordosten an Chhattisgarh und Odisha.
Das Gebiet Telanganas gehört zum Hochland von Dekkan. Der Dekkan stellt sich hier als sanft nach Osten abfallendes Plateau dar. Die durchschnittliche Höhe reicht von knapp 600 Metern im Westen bis rund 100 Meter im Osten. Telangana wird von zwei großen Strömen durchflossen: vom Godavari im Norden und vom Krishna im Süden.
Das Klima in Telangana ist heiß und trocken. Der durchschnittliche Jahresniederschlag in Hyderabad liegt bei 829 Millimetern. Fast drei Viertel des Niederschlags fallen während des Sommermonsuns zwischen Juni und September. Die durchschnittlichen Tageshöchsttemperaturen schwanken zwischen 39 °C im heißesten Monat, dem Mai, und 28 °C im Dezember.

### Vegetation
Große Teile von Telangana einschließlich Hyderabad sind von Monsunwald bedeckt (siehe Anantagiri-Berge), der in der Trockenzeit sein Laub abwirft. Im zentralen Dekkan-Hochland sind es trockene laubabwerfende Wälder, in denen Arten wie Hardwickia binata und Albizia amara dominieren. In den feuchteren Ost-Ghats sind es feuchte, laubabwerfende Wälder. Von der ursprünglichen Waldfläche sind über 80 % für die Gewinnung landwirtschaftlicher Flächen und von Viehweiden sowie zur Holzgewinnung abgeholzt worden, doch sind größere Waldgebiete unter anderem im Tigerreservat von Nagarjunsagar-Srisailam verblieben.

## Geschichte

### Telangana als Region des Bundesstaates Andhra Pradesh
Telangana war ursprünglich Teil des Staates Hyderabad. Nach der indischen Unabhängigkeit entstand eine Bewegung, die forderte, die telugu-sprachigen Regionen zu einem eigenen Bundesstaat zusammenzufassen. Schon 1953 war aus den telugu-sprachigen Distrikten des Bundesstaates Madras der Bundesstaat Andhra gegründet worden. Im Jahr 1956 wurden Andhra und Telangana durch den States Reorganisation Act zum telugusprachigen Bundesstaat Andhra Pradesh vereinigt. Telangana wurde – neben der Küstenregion (Coastal Andhra) und dem im Südwesten gelegenen Rayalasima – zur dritten Region des Bundesstaates. Sie umfasste den nordwestlichen, im Hochland von Dekkan gelegenen Teil von Andhra Pradesh.

### Bestrebungen für einen eigenständigen Bundesstaat Telangana
Nach der Gründung Andhra Pradeshs entwickelte sich eine Bewegung, die einen eigenständigen Bundesstaat Telangana forderte, da ihrer Ansicht nach die Regierung des Bundesstaates Andhra Pradesh die rückständige Region Telangana gegenüber dem Rest Andhra Pradeshs vernachlässigte. Von 1969 bis 1971 existierte in Telangana die Regionalpartei Telangana Praja Samithi (TPS), die die Gründung eines eigenen Bundesstaats Telangana forderte und bei der Parlamentswahl in Indien 1971 10 der 14 Wahlkreise Telanganas gewinnen konnte. 2001 wurde die Partei Telangana Rashtra Samithi (TRS) gegründet, deren Hauptanliegen es war, die Region von Andhra Pradesh abzuspalten und einen eigenen Bundesstaat zu begründen. Im Dezember 2009 kündigte die indische Zentralregierung an, dass Telangana ein Bundesstaat werden solle. Vorangegangen waren tagelange, teils gewaltsame Proteste und ein Hungerstreik des TRS-Führers Chandrasekhara Rao. Am 30. Juli 2013 stimmte die Zentralregierung endgültig der Schaffung des neuen Bundesstaates zu.

### Bildung des Bundesstaates Telangana
Am 18. Februar 2014 beschloss die Lok Sabha (das Unterhaus) des indischen Parlamentes, Telangana als 29. Bundesstaat zu konstituieren, am 20. Februar stimmte die Rajya Sabha (das Oberhaus) zu. Das Gesetz trat mit der Unterzeichnung durch den Staatspräsidenten in Kraft und der neue Bundesstaat wurde am 2. Juni 2014 konstituiert.
Zur Hauptstadt wurde Hyderabad bestimmt, die bisherige Hauptstadt von Andhra Pradesh. Sie soll für eine Übergangszeit von mindestens zehn Jahren als Hauptstadt beider Staaten fungieren.
Auf Betreiben der Regierung von Andhra Pradesh unter Chief Minister N. Chandrababu Naidu erfolgte wenig später eine Grenzkorrektur und das indische Parlament verabschiedete am 11./14. Juli 2014 die Andhra Pradesh Reorganisation (Amendment) Bill, 2014, mit der sieben Mandals zum Teil oder ganz vom Distrikt Khamman abgetrennt und von Telangana an Andhra Pradesh abgetreten wurden. Die Gebiete wurden anschließend in die Distrikte East Godavari und West Godavari von Andhra Pradesh integriert. Die Regierung Andhra Pradeshs hatte argumentiert, dass die Realisierung des lange geplanten Polavaram-Staudamms am Godavari nur dann möglich sei, wenn die ganze Region unter einer einheitlichen Verwaltung stünde. Die abgetretenen Gebiete hätten außerdem ursprünglich zum Bundesstaat Andhra gehört und seien erst 1959, nach der Bildung des vereinigten Andhra Pradeshs zum Distrikt Khammam gekommen. Die Abgeordneten von Telangana Rasthra Samithi sowie Abgeordnete aus den benachbarten Bundesstaaten Odisha und Chhattisgarh opponierten gegen das Gesetz.
Im Dezember 2022 nannte sich Telangana Rashtra Samithi in Bharat Rashtra Samithi um, um damit ihren indienweiten Anspruch zu unterstreichen (bharat = Indien).

## Bevölkerung

### Demografie
Nach der indischen Volkszählung 2011 lebten im Gebiet Telanganas 35,2 Millionen Menschen. Damit war Telangana der zwölftgrößte unter den damals 29 Bundesstaaten Indiens. Die Bevölkerungsdichte lag mit 312 Einwohnern pro Quadratkilometer unter dem Durchschnitt Indiens (382 Einwohner pro Quadratkilometer). 38,9 Prozent der Bevölkerung Telanganas lebten in Städten. Der Urbanisierungsgrad war damit höher als der Landesdurchschnitt von 31 Prozent. Der größte Teil der städtischen Bevölkerung konzentriert sich dabei auf die Hauptstadt Hyderabad, die viertgrößte Stadt Indiens, und ihre Umgebung: In der Agglomeration Hyderabad leben 7,7 Millionen Menschen. Das restliche Telangana ist dagegen eher dünn besiedelt. Das Geschlechterverhältnis war 2011 verhältnismäßig ausgeglichen: Auf 1000 Männer kamen 988 Frauen (Indien: 943). 66,5 Prozent der Einwohner Telanganas konnten lesen und schreiben (Männer 75,0 Prozent, Frauen 58,0 Prozent). Die Alphabetisierungsrate lag damit unter dem Landesdurchschnitt von 74,0 Prozent.
Eine Minderheit der Bevölkerung Telanganas stellen die Adivasi (Angehörige der indigenen Stammesbevölkerung) dar. 3,3 Millionen Einwohner des Bundesstaates (9,1 Prozent der Bevölkerung) werden als Angehörige der Stammesbevölkerung (Scheduled Tribes) klassifiziert. Die größte Gruppe sind die halbnomadischen Sugali (auch Lambada oder Banjara), die über ganz Telangana verstreut leben. Dazu kommen die Gond, die im Distrikt Adilabad an der Nordgrenze Telanganas siedeln, sowie die Koya im Distrikt Khammam.
Mit einem Wert von 0,651 erreichte Telangana 2015 den 16. Platz unter den 29 Bundesstaaten Indiens im Index der menschlichen Entwicklung und war damit höher entwickelt als der Landesdurchschnitt.

### Sprachen

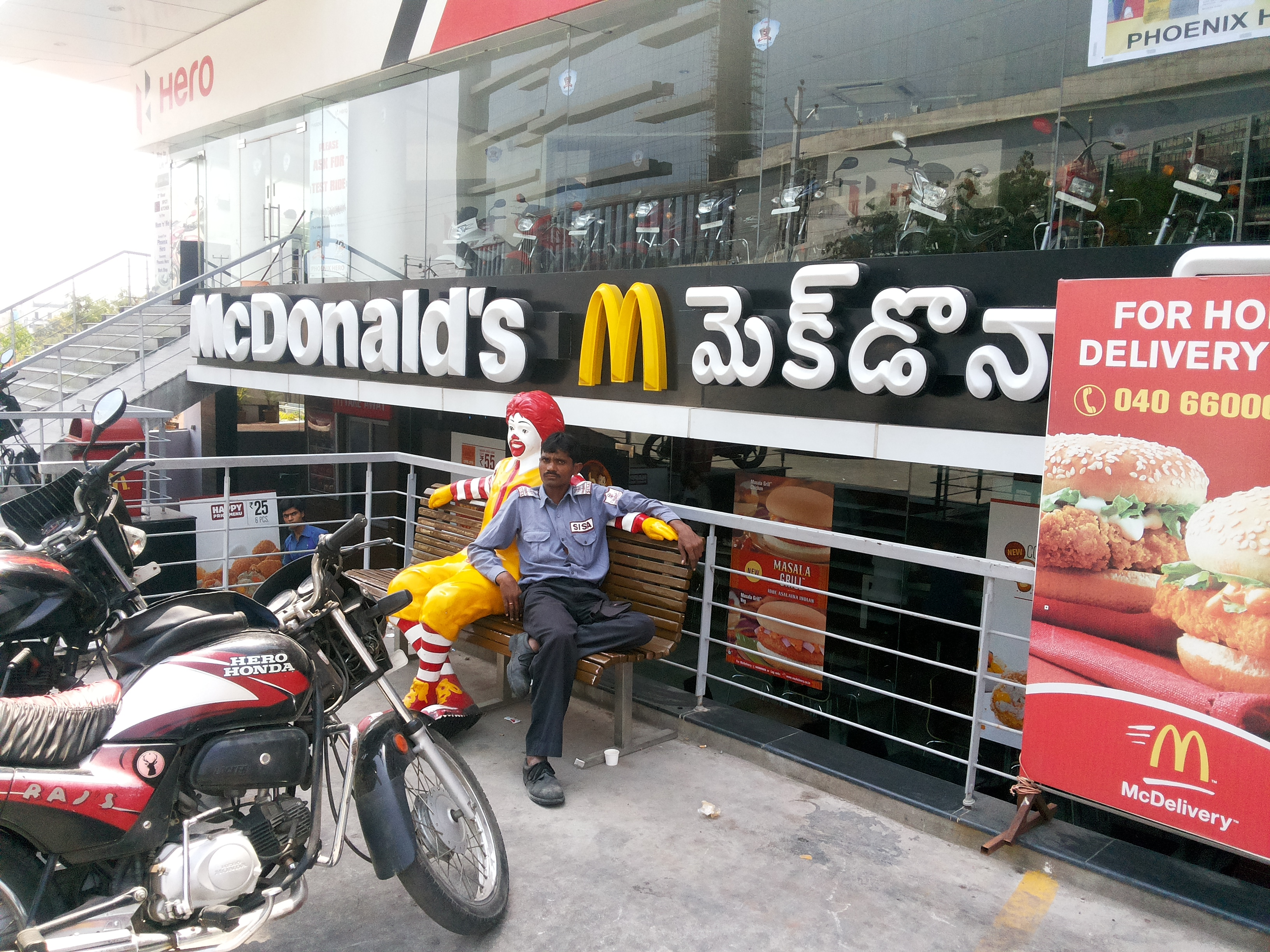
McDonald’s-Filiale in Hyderabad mit Firmenschild in lateinischer und Telugu-Schrift

Hauptsprache Telanganas ist wie im benachbarten Andhra Pradesh das Telugu. Nach der Volkszählung 2011 sprechen 75 Prozent der Einwohner Telanganas Telugu als Muttersprache. Das Telugu gehört zur Gruppe der in Südindien verbreiteten dravidischen Sprachen und wird in einer eigenen Schrift, der Telugu-Schrift geschrieben. Die gemeinsame Sprache war 1956 der Grund für den Anschluss Telanganas an Andhra Pradesh und wurde während der Telangana-Debatte von Befürwortern der Einheit Andhra Pradeshs als Argument gegen die Gründung Telanganas vorgebracht. Die Fürsprecher eines eigenständigen Telangana betonen dagegen die Dialektunterschiede zwischen Telangana und Andhra Pradesh, die die Eigenständigkeit der Kultur Telanganas offenbarten.
Der größte Teil der muslimischen Minderheit Telanganas (12 Prozent der Bevölkerung des Bundesstaats) spricht als Muttersprache Urdu, meist in der regionalen Variante Dakhini. Das Urdu gehört zu den indoarischen Sprachen und ist eng mit dem Hindi verwandt. Es unterscheidet sich aber durch die Benutzung der persisch-arabischen Schrift und den größeren Anteil von Lehnwörtern aus dem Persischen und Arabischen. Vor 1948 diente Urdu als Amts- und Bildungssprache im Staat Hyderabad. Nach dem Anschluss Telanganas an Andhra Pradesh wurde Telugu zur wichtigsten Sprache und der Gebrauch von Urdu unter Nicht-Muslimen nahm ab. Heute ist ein großer Teil der Urdu-Sprecher in Telangana zweisprachig mit Telugu. Am 17. November 2017 verabschiedete das Parlament Telanganas ein Gesetz, das Urdu zur offiziellen zweiten Amtssprache des gesamten Bundesstaats erklärte.
Knapp acht Prozent der Einwohner Telanganas werden als Hindi-Sprecher verzeichnet. Tatsächlich handelt es sich dabei aber größtenteils um Sprecher des Lamani bzw. Banjari, eines vom halbnomadischen Volk der Banjara gesprochenen Dialekts des Rajasthani. In den offiziellen Statistiken werden die rund zwei Millionen Lamani/Banjari-Sprecher in Telangana unter der Zahl der Hindi-Sprecher subsumiert. Im Norden Telanganas an der Grenze zum Nachbarbundesstaat Maharashtra ist auch die dortige Sprache Marathi verbreitet. Ebenfalls im Norden ist unter der Stammesbevölkerung eine Reihe kleinerer Sprachen verbreitet, die allesamt zur dravidischen Sprachfamilie gehören. Jeweils über 200.000 Menschen sprechen Gondi (im Distrikt Adilabad) und Koya (im Distrikt Khammam). Rund 40.000 Menschen im Distrikt Adilabad sprechen ferner Kolami.
| Sprache  | Sprecher   | Anteil |
| -------- | ---------- | ------ |
| Telugu   | 26.526.635 | 75,4 % |
| Urdu     | 4.261.067  | 12,1 % |
| Hindi    | 2.693.395  | 7,7 %  |
| Marathi  | 621.001    | 1,8 %  |
| Sonstige | 1.091.880  | 3,1 %  |
| Summe    | 35.193.978 | 100 %  |

### Religionen

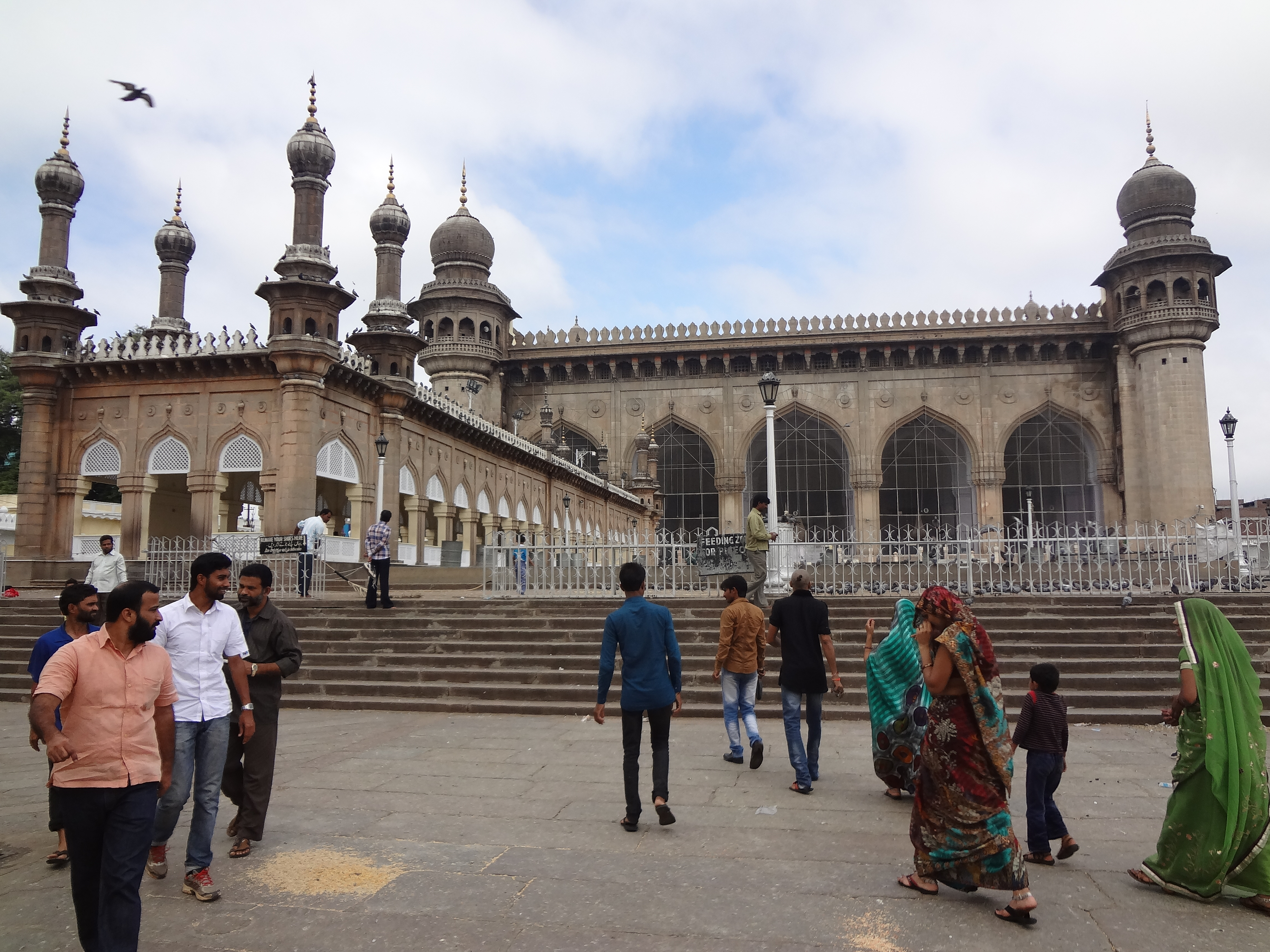
Die Mekka-Moschee in Hyderabad – sichtbares Zeichen für das islamische Erbe Telanganas

Nach der Volkszählung 2011 sind von den Einwohnern des heutigen Telangana 85 Prozent Hindus. Daneben gibt es eine größere Minderheit von Muslimen, die 13 Prozent der Bevölkerung ausmacht. Ein großer Teil der muslimischen Minderheit lebt in Städten. Hochburg des Islam in Telangana ist die Hauptstadt Hyderabad, wo sich rund 40 Prozent der Einwohner zum muslimischen Glauben bekennen. Christen machen etwas über ein Prozent der Bevölkerung Telanganas aus.
| Religion    | Angehörige | Anteil |
| ----------- | ---------- | ------ |
| Hinduismus  | 29.948.451 | 85,1 % |
| Islam       | 4.464.699  | 12,7 % |
| Christentum | 447.124    | 1,3 %  |
| Sonstige    | 333.704    | 0,9 %  |
| Summe       | 35.193.978 | 100 %  |

### Größte Städte
Stand: Volkszählung 2011.
|                                             | Stadt      | Einwohner |    | Stadt        | Einwohner |
| ------------------------------------------- | ---------- | --------- | -- | ------------ | --------- |
| 1                                           | Hyderabad  | 6.809.970 | 6  | Secunderabad | 213.698   |
| 2                                           | Warangal   | 620.116   | 7  | Khammam      | 184.252   |
| 3                                           | Nizamabad  | 310.467   | 8  | Mahbubnagar  | 157.902   |
| 4                                           | Karimnagar | 260.899   | 9  | Nalgonda     | 135.163   |
| 5                                           | Ramagundam | 229.632   | 10 | Adilabad     | 117.388   |
| Quelle: Census of India 2011. (PDF; 154 kB) |            |           |    |              |           |

## Politik

### Politisches System

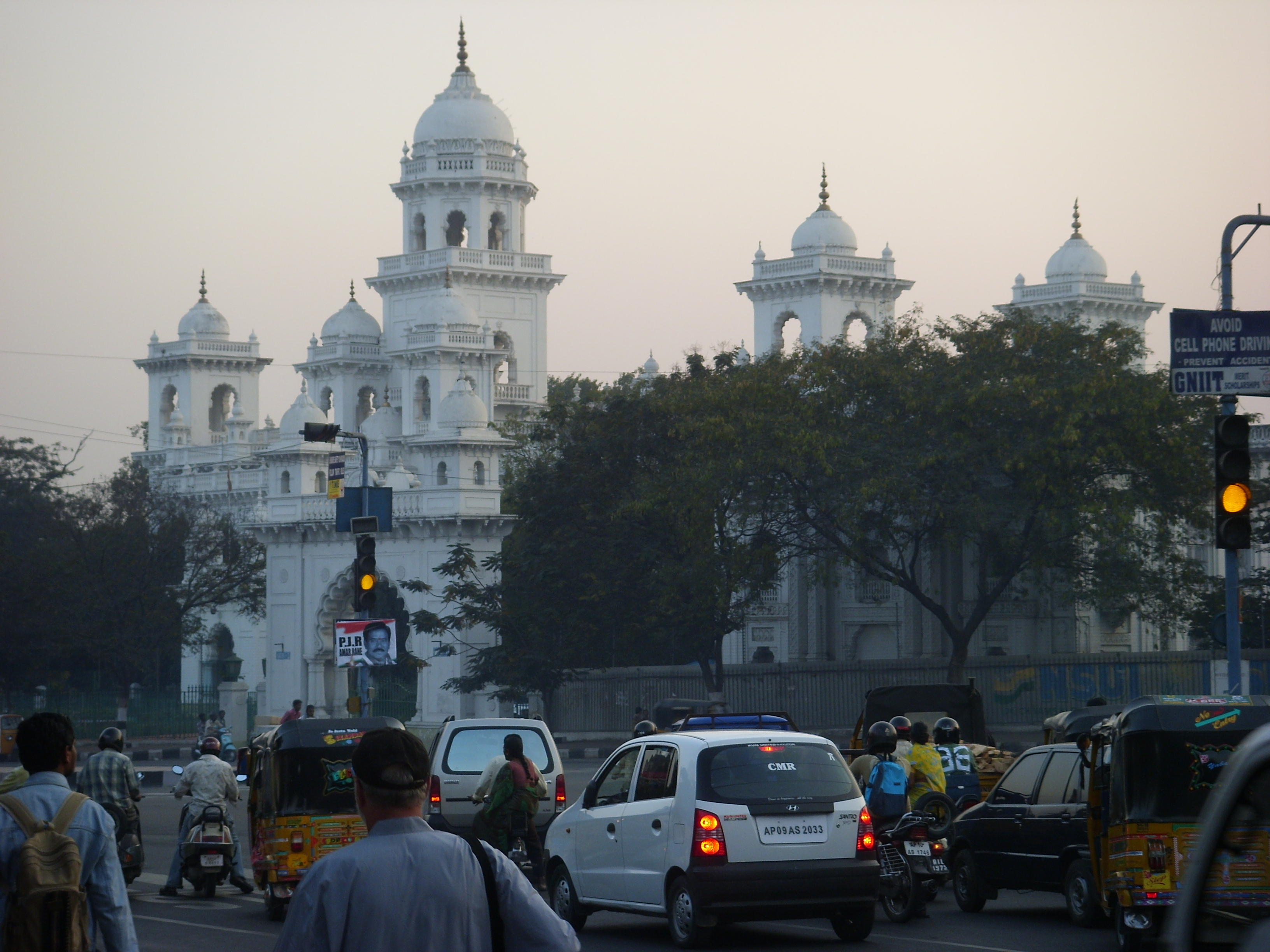
Das Parlamentsgebäude in Hyderabad

Die Legislative des Bundesstaates Telangana besteht aus einem Zweikammernparlament mit einem Unterhaus, der Legislative Assembly und einem Oberhaus, dem Legislative Council. Bei der Gründung Telanganas wurde aus den 119 Abgeordneten des Unterhauses von Andhra Pradesh, die einen Wahlkreis in Telangana vertraten, die neue Legislative Assembly Telanganas gebildet. Außerdem hat der Gouverneur das Recht, einen Abgeordneten als Vertreter der anglo-indischen Minderheit zu nominieren. Ebenso wechselten 40 von 90 Abgeordneten des Oberhauses von Andhra Pradesh in den neugegründeten Legislative Council Telanganas. Sitz des Parlaments ist Hyderabad, das für eine Übergangsphase von zehn Jahren als gemeinsame Hauptstadt Telanganas und Andhra Pradeshs dient. Das Parlament Telanganas erhielt das bisherige Parlamentsgebäude Andhra Pradeshs, während das Parlament Andhra Pradeshs auf das alte, bis 1980 genutzte Parlamentsgebäude ausweichen musste.
Der Chief Minister (Regierungschef) des Bundesstaates Telangana wird vom Parlament gewählt. Am 2. Juni 2014, dem Tag der Gründung Telanganas, wurde K. Chandrasekhar Rao als erster Chief Minister Telanganas vereidigt. An der Spitze des Bundesstaats steht jedoch der vom indischen Präsidenten ernannte Gouverneur (Governor). Seine Hauptaufgaben sind die Ernennung des Chief Ministers und dessen Beauftragung mit der Regierungsbildung.
Höchster Gerichtshof Telanganas ist der High Court of Judicature (ehemals Andhra Pradesh High Court) in Hyderabad. Er dient als gemeinsames höchstes Gericht Telanganas und Andhra Pradeshs, bis ein eigener höchster Gerichtshof für Andhra Pradesh eingerichtet wird.
Im gesamtindischen Parlament ist Telangana mit 17 Abgeordneten in der Lok Sabha, dem Unterhaus, und mit sieben Sitzen in der Rajya Sabha, dem Oberhaus, vertreten. Bei der Gründung Telanganas wurden die Rajya-Sabha-Abgeordneten Gesamt-Andhra-Pradeshs per Losentscheid auf Andhra Pradesh und Telangana aufgeteilt.

### Parteien
Die Politik Telanganas wird von einer Reihe von Regionalparteien auf der einen und der landesweiten Kongresspartei (INC) auf der anderen Seite geprägt. Die wichtigste Regionalpartei ist die Bharat Rashtra Samithi (BRS, bis 2022 Telangana Rashtra Samiti, TRS), die seit ihrer Gründung 2001 für einen eigenständigen Bundesstaat Telangana eintrat. Daneben besitzen auch die in Rest-Andhra-Pradesh regierende Telugu Desam Party (TDP) und die 2009 gegründete Kongress-Splittergruppe YSR Congress Party (YSRCP) eine gewisse Präsenz in Telangana. Hinzu kommt die islamische Partei All India Majlis-e-Ittehadul Muslimeen (AIMIM), die in den muslimischen Vierteln Hyderabads stark vertreten ist. Die indienweit größte Partei, die hindu-nationalistische Bharatiya Janata Party (BJP), ist in Telangana dagegen nur relativ schwach vertreten.
Im April/Mai 2014 wurde formell ein Parlament für Gesamt-Andhra-Pradesh gewählt, das mit der Gründung Telanganas am 2. Juni 2014 in die Parlamente Andhra Pradeshs und Telanganas aufgeteilt wurde. Die TRS gewann mit 63 von 119 Wahlkreisen in Telangana im Parlament des neuen Bundesstaates die absolute Mehrheit. Die Kongresspartei kam auf 21 Sitze, während die TDP 15 Wahlkreise gewinnen konnte. Sieben Wahlkreise gingen an die AIMIM, fünf an die BJP und drei an den YSR Congress. Ebenfalls im Parlament vertreten waren die Bahujan Samaj Party (BSP), eine Interessenvertretung der Dalits (Kastenlosen) mit zwei Abgeordneten, die beiden kommunistischen Parteien Communist Party of India (CPI) und Communist Party of India (Marxist) (CPI(M)) mit jeweils einem Abgeordneten und ein Unabhängiger.
Bei der zeitgleich mit der Bundesstaatswahl stattfindenden gesamtindischen Parlamentswahl 2014 entschied die TRS elf von 17 Wahlkreisen in Telangana für sich. Zwei Wahlkreise gingen an die Kongresspartei. Jeweils einen Wahlkreis gewannen die TDP, die mit ihr verbündete BJP, die YSR Congress Party und die AIMIM.
Die Wahl zum Bundesstaatsparlament am 7. Dezember 2018 gewann die regierende TRS deutlich. Sie gewann 88 der 119 Wahlkreise. Die mit ihr verbündete AIMIM erhielt 7 Sitze. Die Kongresspartei kam auf 19 Wahlkreismandate und die mit ihr verbündete TDP auf 2. Je einen Sitz gewannen ein Kandidat der BJP, des linkssozialistischen All India Forward Bloc (AIFB) und ein Unabhängiger. Am 13. Dezember 2018 wurde der bisherige TRS-Parteiführer K. Chandrashekhar Rao für eine zweite Amtszeit vereidigt. Die folgende Wahl am 30. November 2023 verlor die TRS, die sich mittlerweile in Bharat Rashtra Samithi (BRS) umbenannt hatte, jedoch deutlich, und die Kongresspartei stellte danach mit Anumula Revanth Reddy als Chief Minister die Bundesstaatsregierung. Die BJP erzielte bei der Wahl mit acht gewonnenen Mandaten ihr bislang bestes Ergebnis.

## Verwaltungsgliederung

### Distrikteinteilung 2014 bis 2016
Nach der Gründung des Bundesstaats übernahm dieser zunächst die Distrikteinteilung aus der Zeit des alten Andhra Pradeshs. Dementsprechend war Telangana in zehn Distrikte unterteilt.
| Distrikt     | Verwaltungssitz | Fläche      | Einwohner (2011) | Bev.- dichte   |
| ------------ | --------------- | ----------- | ---------------- | -------------- |
| Adilabad     | Adilabad        | 16.105 km²  | 2.741.239        | 170 Ew./km²    |
| Hyderabad    | Hyderabad       | 217 km²     | 3.943.323        | 18.172 Ew./km² |
| Karimnagar   | Karimnagar      | 11.823 km²  | 3.776.269        | 319 Ew./km²    |
| Khammam      | Khammam         | 16.029 km²* | 2.797.370*       | 175 Ew./km²*   |
| Mahabubnagar | Mahbubnagar     | 18.432 km²  | 4.053.028        | 220 Ew./km²    |
| Medak        | Medak           | 9.699 km²   | 3.033.288        | 313 Ew./km²    |
| Nalgonda     | Nalgonda        | 14.240 km²  | 3.488.809        | 245 Ew./km²    |
| Nizamabad    | Nizamabad       | 7.956 km²   | 2.551.335        | 321 Ew./km²    |
| Rangareddy   | Hyderabad       | 7.493 km²   | 5.296.741        | 707 Ew./km²    |
| Warangal     | Warangal        | 12.846 km²  | 3.512.576        | 273 Ew./km²    |

Distrikteinteilung 2014 (das Gebiet, das im Juli 2014 von Telangana an Andhra Pradesh abgegeben wurde, ist schraffiert)

* Der Distrikt Khamman wurde durch die am 18. Juli 2014 in Kraft getretene Andhra Pradesh Reorganisation (Amendment) Bill, 2014 verkleinert. Die angegebenen Zahlen beziehen sich auf das Jahr 2011.

### Distrikteinteilung ab 2016
Im Jahr 2016 erfolgte eine Neueinteilung in 31 Distrikte, die am 11. Oktober 2016 (an Vijaya Dashami) in Kraft trat. Am 17. Februar 2019 kamen noch die beiden Distrikte Narayanpet und Mulugu neu hinzu, so dass Telangana danach 33 Distrikte hatte.

Karte der Distrikte (die Nummerierung entspricht der der Tabelle)

| Nr. | Distrikt                | Verwaltungssitz | gebildet aus Teilen der Distrikte |
| --- | ----------------------- | --------------- | --------------------------------- |
| 1   | Adilabad                | Adilabad        | Adilabad                          |
| 2   | Bhadradri Kothagudem    | Kothagudem      | Khammam                           |
| 3   | Hanumakonda             | Hanumakonda     | Warangal, Karimnagar              |
| 4   | Hyderabad               | Hyderabad       | Hyderabad                         |
| 5   | Jagtial                 | Jagtial         | Karimnagar                        |
| 6   | Jangaon                 | Jangaon         | Warangal, Nalgonda                |
| 7   | Jayashankar Bhupalpally | Bhupalpally     | Warangal, Karimnagar              |
| 8   | Jogulamba Gadwal        | Gadwal          | Mahbubnagar                       |
| 9   | Kamareddy               | Kamareddy       | Nizamabad                         |
| 10  | Karimnagar              | Karimnagar      | Karimnagar                        |
| 11  | Khammam                 | Khammam         | Khammam                           |
| 12  | Kumuram Bheem Asifabad  | Asifabad        | Adilabad                          |
| 13  | Mahabubabad             | Mahabubabad     | Warangal, Khammam                 |
| 14  | Mahabubnagar            | Mahbubnagar     | Mahbubnagar                       |
| 15  | Mancherial              | Mancherial      | Adilabad                          |
| 16  | Medak                   | Medak           | Medak                             |
| 17  | Medchal-Malkajgiri      | Shamirpet       | Rangareddy                        |
| 18  | Mulugu                  | Mulugu          | Warangal                          |
| 19  | Nagarkurnool            | Nagarkurnool    | Mahbubnagar                       |
| 20  | Nalgonda                | Nalgonda        | Nalgonda                          |
| 21  | Narayanpet              | Narayanpet      | Mahbubnagar                       |
| 22  | Nirmal                  | Nirmal          | Adilabad                          |
| 23  | Nizamabad               | Nizamabad       | Nizamabad                         |
| 24  | Peddapalli              | Peddapalli      | Karimnagar                        |
| 25  | Rajanna Sircilla        | Sircilla        | Karimnagar                        |
| 26  | Rangareddy              | Shamshabad      | Rangareddy                        |
| 27  | Sangareddy              | Sangareddy      | Medak                             |
| 28  | Siddipet                | Siddipet        | Medak, Karimnagar, Warangal       |
| 29  | Suryapet                | Suryapet        | Nalgonda                          |
| 30  | Vikarabad               | Vikarabad       | Rangareddy                        |
| 31  | Wanaparthy              | Wanaparthy      | Mahbubnagar                       |
| 32  | Warangal                | Warangal        | Warangal                          |
| 33  | Yadadri Bhuvanagiri     | Bhuvanagiri     | Nalgonda                          |